# Trilogie
Een trilogie is een werk dat bestaat uit drie delen die achter elkaar genoten kunnen worden.
Voorbeelden:
- filmtrilogie (bijvoorbeeld Trois couleurs: Bleu/Blanc/Rouge, van Krzysztof Kieślowski)
- literaire trilogie (bijvoorbeeld Lord of the Rings van J.R.R. Tolkien en Roemers drieling van Astrid Roemer)
- muzikale trilogie (bijvoorbeeld Trionfi van Carl Orff)

In het Nederlands wordt het begrip vaak verbasterd tot de contaminatie "triologie".

## Etymologie
Het woord trilogie is afgeleid van het Latijnse trias (=drie) logicas (=delen).